# 姜夢龍
姜夢龍（1552年—？），字中甫，號初涵，浙江湖州府德清縣民籍，杭州府仁和縣人，明朝政治人物。

## 生平
萬曆四年（1576年）丙子科浙江鄉試第八十八名，萬曆八年（1580年）庚辰科會試第一百二十一名，登三甲第九十四名進士。礼部觀政，本年授光山知县，十一年致仕，卒。

## 家族
曾祖姜萃；祖父姜大經；父姜文元。母徐氏。